# Barbara Palvin
Barbara Palvin (sinh ngày 8 tháng 10 năm 1993 ở Budapest) là một người mẫu thời trang, nữ diễn viên và người mẫu của Victoria Secret. Cô cũng được biết tới với vai trò là diễn viên trong phim Hercules: The Thracian Wars.

## Đời sống cá nhân
Barbara Palvin sinh ra ở Budapest, Hungary. Thời thơ ấu, Palvin thích bóng đá và ca hát. Hiện tại cô đang hẹn hò với ngôi sao nhí "Zack & Cody" Dylan Sprouse, và họ bắt đầu dọn về sống chung với nhau vào đầu năm 2019 tại Brooklyn, New York.